# باکتری گندروی
باکتری‌های گَندروی یا باکتری‌های ساپروتروفیک باکتری‌هایی هستند که معمولاً در خاک زندگی می‌کنند و از تغذیه گندروی به عنوان منبع انرژی اولیه خود استفاده می‌کنند. آنها اغلب با قارچ‌های خاکی مرتبط هستند که از تغذیه گندروی نیز استفاده می‌کنند و هر دو به عنوان گندروی (ساپروتروف) طبقه‌بندی می‌شوند.
گندرو (Saprotroph) نوعی تجزیه‌کننده است که منحصراً از مواد گیاهی مرده و پوسیده تغذیه می‌کند. ارگانیسم‌های گندرو شامل قارچ‌ها، باکتری‌ها و کپک‌های آبی هستند که برای تجزیه و چرخه مواد مغذی حیاتی هستند و برای مصرف‌کنندگان در سطوح تغذیه‌ای بالاتر تغذیه می‌کنند. آنها مواد مغذی را از طریق تغذیه جذبی به دست می‌آورند که در آن مواد مغذی توسط انواع آنزیم‌ها هضم‌شده و پیامد آن توسط گندرو (ساپروتروف) ترشح می‌شود.
ترکیب جامعه و نرخ تکثیر باکتری‌های شاخص گندروی اغلب سیگنال‌های سلامت جامعه در خاک، آب، و سیستم‌های بدن در نظر گرفته می‌شوند.